# Henk G. van Putten
Henk G. van Putten (Nieuw-Beijerland, 18 april 1946) is een Nederlands organist.

## Levensloop

### Studie
Van Putten kreeg op negenjarige leeftijd zijn eerste orgellessen van zijn vader. Hierna studeerde hij orgel bij Piet van den Kerkhoff en vervolgens bij Arie J. Keijzer. Hij slaagde hier in 1971 cum laude voor zijn diploma uitvoerend musicus. Hierna vertrok hij naar Wenen waar hij aan de Universität für Musik und Darstellende Kunst bij prof. Anton Heiller orgelmuziek studeerde. Na zijn terugkomst in Nederland studeerde hij nog klavecimbel bij Janny van Wering en volgde improvisatie-cursussen bij Piet Kee en Hans Haselböck.

### Loopbaan
Van Putten werd in 1957 benoemd tot organist van de hervormde kerk in Nieuw-Beijerland. Hierna volgde in 1964 zijn benoeming tot organist van de Ontmoetingskerk in Spijkenisse en in 1967 de Domkerk in De Lier. Tien jaar later werd hij hier ook beiaardier en vervolgens ook in Vlissingen en Middelburg. In 1988 volgde zijn benoeming tot organist in de hervormde kerk in Kapelle. Zijn eerste bespeling op het orgel van deze kerk was tijdens de kerstnachtdienst. Daarnaast bracht hij een groot aantal cd's uit met orgelmuziek en was hij lange tijd docent aan de muziekschool in Hoeksche Waard.

## Discografie
- Witte-orgel in de Hervormde Kerk van Kapelle
- Henk G. van Putten in de Grote- of Eusebiuskerk te Arnhem
- Wij loven U, wij vereren U
- Alexandre Guilmant
- Vier organisten bespelen het Bätz-Witte orgel in de Hervormde kerk van Kapelle
- Orgel Grote kerk Dordrecht
- Kam-orgel in de St. Catharijnekerk, Brielle

## Onderscheidingen
- (1997) Société Académique Arts-Sciences-Lettres
- (1997) Ridder in de Orde van Oranje Nassau